# 凱芬山
83°48′S 171°38′E / 83.800°S 171.633°E
凱芬山（英語：Mount Kyffin），是南極洲的山峰，位於杜費克海岸，海拔高度1,670米，屬於英聯邦山脈的一部分，由英國探險隊發現，現時由南極條約體系管理。